# Rivulicola
Rivulicola là một chi bọ cánh cứng trong họ 
Elateridae.
Chi này được miêu tả khoa học năm 1996 bởi Calder.

## Các loài
Các loài trong chi này gồm:
- Rivulicola dimidiatus (W.J. Macleay, 1888)
- Rivulicola variegatus (Macleay, 1872)